# Jim Iley
Jim Iley (South Kirkby, 1935. december 15. – 2018. november 17.) angol labdarúgó, fedezet, edző.

## Pályafutása

### Játékosként
A Pontefract Collieries korosztályos csapatában kezdte a labdarúgást. 1953 és 1957 között a Sheffield United, 1957 és 1959 között a Tottenham Hotspur, 1959 és 1962 között a Nottingham Forest, 1962 és 1969 között a Newcastle United játékosa volt. 1969 és 1972 között a Peterborough United játékos-edzője volt. Egyszer szerepelt az angol U23-as válogatottban.

### Edzőként
Edzői karrierjét 1969 és 1972 között a Peterborough Unitednél játékos-edzőként kezdte. 1973 és 1978 között a Barnsley, 1978-ban a Blackburn Rovers, 1980 és 1984 között a Bury, 1984–85-ben az Exeter City vezetőedzője volt.